# Pan American-Grace Airways
Uma rede se estendia do Panamá e era controlada por US Panama Canal Zona de Santiago, Chile e Buenos Aires. Foi fundada em 1929 - Nascia a Pan American Grace-Airways, mais conhecida como PANAGRA, era uma subsidiária da poderosa Pan American World Airways - Pan Am.

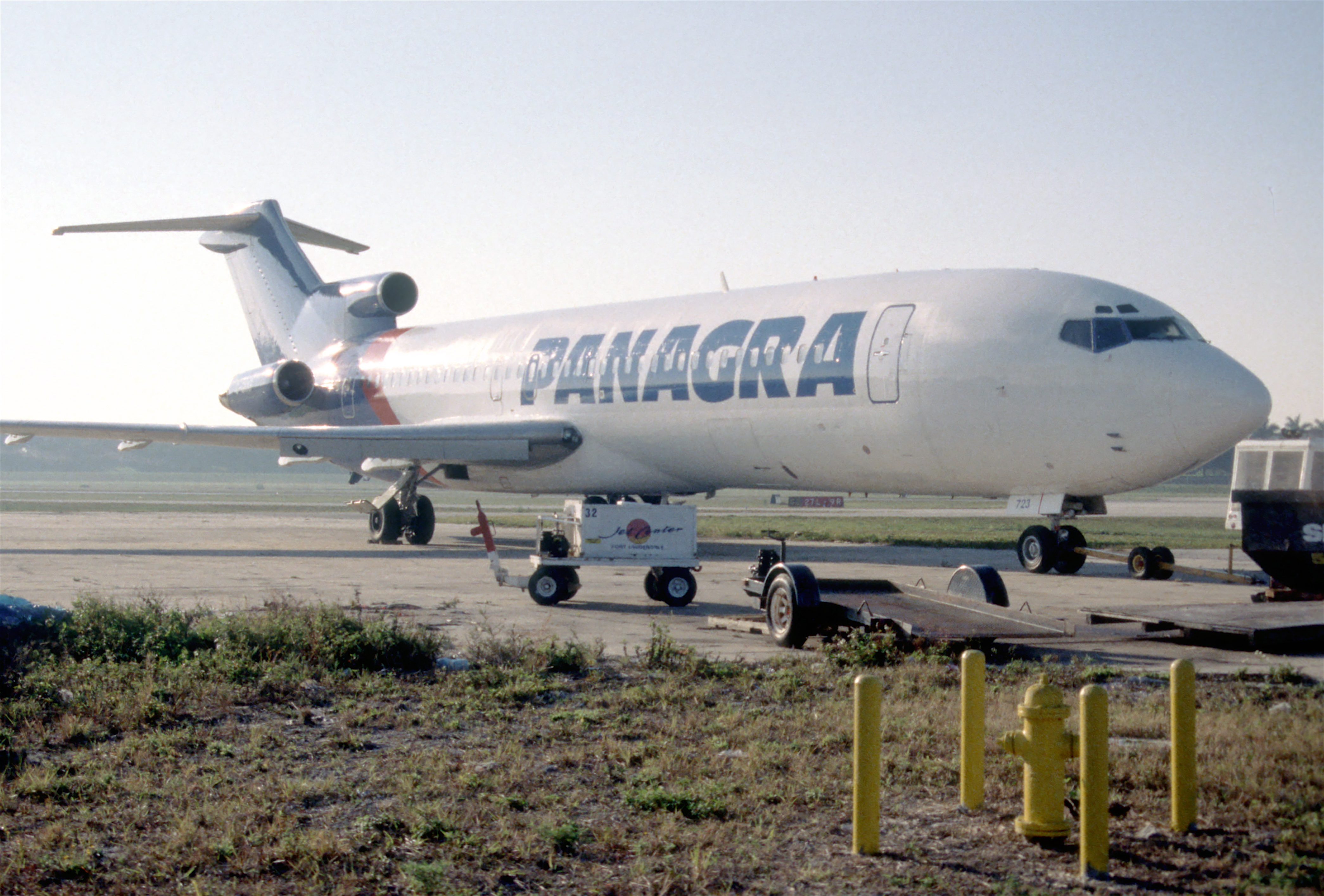
Boeing 727-200 da Panagra em Miami

para competir com SCADTA, (que vulgarmente se chama hoje Avianca), um alemão empresa detida, e realizou um quase-monopólio sobre as viagens aéreas em partes da Colômbia e da América do Sul durante os anos 1940 e 1950.
Em 1939, um passageiro que viaja dos EUA para Buenos Aires iria embarcar em um avião da Pan Am Sikorsky S-42 barco de vôo em Miami e voar para Colon, Panamá na Zona do Canal, pernoitar e, em seguida, a bordo de um avião da Panagra Douglas DC-2 ou DC- 3 e voar para Buenos Aires com paragens durante a noite em Guayaquil, Arica e Santiago. Apesar de quatro dias parece ser uma quantidade considerável de tempo, este serviço  a Panagra tinha um dia cheio e mais rápido do que o serviço de Pan Am operado através da costa do Brasil. (Pan American PANAIR do Brasil) A tarifa a partir de Miami para Buenos Aires foi a partir de $ 550. Após o fim da Segunda Guerra Mundial, os aviões poderiam então operar durante a noite e, em 1947, um vôo programado da Panagra voado com um Douglas DC-6 de Miami para Buenos Aires levou 20 horas e 25 minutos para ser concluída. Os Boeings da Pan Am operados com o DC-6 Sul através do Caribe para Albrook campo, perto de Balboa, Panamá, onde faziam conexões para os aviões da Panagra em seguida, assumiu. Em 1949, os voos que servem o Panamá da Panagra se mudaram para Aeroporto de Tocumen. Em 1955, a Panagra passou a operar com Douglas DC-6BS e DC-7 Bs e começou a servir Washington DC e Nova York, como estes voos são operados pela National Airlines começaram um acordo de code-share a partir de Miami. Em 1957, o serviço DC-7B da Panagra via Lima foi muito mais rápido do New York Idlewild Airport (que se tornou Aeroporto JFK) para Buenos Aires, quando comparado com o serviço DC-7B Pan Am operado via Rio de Janeiro.
A Panagra entrou na era do jato em 1960 quando introduziu novo Douglas DC-8 -31 aviões.
De acordo com o calendário do sistema da Panagra datado de 15 de julho de 1966, a companhia aérea estava operando DC-8 "El Inter Americano" serviço de jet entre os vários destinos na América Latina e Los Angeles (LAX), Miami (MIA), Nova York (JFK) e San Francisco (SFO). A Panagra ainda estava em code-share com a National Airlines e a Pan American World Airways no que diz respeito ao seu serviço entre os EUA e a América Latina neste momento. Este calendário listou os seguintes destinos atendidos pela Panagra em Central e América do Sul: Antofagasta, Chile; Buenos Aires, Argentina; Cali, na Colômbia; Guayaquil, no Equador; La Paz, Bolívia; Lima, Peru; Cidade do Panamá, Panamá; Quito, Equador; e Santiago, Chile.
A Panagra fez codesharing partner com a Braniff International Airways em 1967. A Braniff ficou operado as antigas rotas da Panagra para a América do Sul até 1982, quando a Eastern Air Lines adquiriu operações sul-americanas da Braniff. A partir de 1990, estas rotas ficaram sendo operadas pela American Airlines que eles haviam adquirido a partir do Leste.
WR Grace and Company teve uma participação de 50% da Pan American Airways-Grace, e a Pan Am possuiu os outros 50%. O nome Panagra ressuscitou durante a década de 1990, quando uma nova companhia aérea que se intitulou como Panagra Airways operados Boeings 727-200.